# Edvin Gustafsson
Frans Edvin Gustafsson (i riksdagen kallad Gustafsson i Bogla), född 5 juli 1888 i Öggestorps församling, Jönköpings län, död 6 januari 1966 i Rogberga församling, Jönköpings län, var en svensk banvakt och socialdemokratisk politiker.
Gustafsson var född i Öggestorp, där han efterträdde fadern som banvakt på Nässjöbanan. Han blev 1920 ledamot i kommunfullmäktige och var snart ledamot i de flesta av hembygdens kommunala institutioner.
1934 blev han landstingsman, och 1937 blev han ledamot av riksdagens andra kammare för Jönköpings läns valkrets, där han blev känd under namnet "Gustafsson i Bogla". Han var bland annat verksam inom konstitutionsutskottet och var ordförande i de kristna socialdemokraternas verkställande utskott. Han kvarstod i riksdagen till 1960 då han själv undanbad sig återval. I riksdagen skrev han 63 egna motioner, varav ett flertal om andliga ämnen.
Edvin Gustafsson var gift med Anna Gustafsson, född Pettersson (1885–1961). De fick fyra barn: Sune Gustafsson, Birger Gustafsson, religionssociologen Berndt Gustafsson samt teologen och författaren Anne-Marie Thunberg.